# Waterloo (Bélgica)
Waterloo (em valão: Waterlô) é um município da Bélgica localizado no distrito de Nivelles, província de Brabante Valão, região da Valônia.

## Etimologia
Derivou-se do neerlandês médio, através da junção de duas palavras; water (água, aguado) + loo (floresta, clareira em uma floresta, pântano, campo aberto).

## Historia
Waterloo ficou famosa por sendo local de onde partiram tropas inglesas, belgas e neerlandesas para a batalha que decretaria o fim da era napoleônica na Europa em 1815. As tropas aliadas eram comandadas por Arthur Wellesley, 1.º Duque de Wellington. Ao vencer a batalha final ao lado do Marechal prussiano Blücher, Wellington decidiu batizar a batalha como Batalha de Waterloo pelo simples fato de ter como costume nomear as batalhas com o nome da cidade onde dormira na noite anterior, no caso, Waterloo.
A batalha quase foi batizada de Belle Aliance (nome da fazenda que fora o quartel-general de Napoleão Bonaparte durante a batalha), segundo uma ideia de Blücher.